# جرانتولا
جرانتولا (به ایتالیایی: Grantola) یک کومونه در ایتالیا است که در استان وارزه واقع شده‌است.

## خصوصیات
جرانتولا ۲٫۱ کیلومترمربع مساحت و ۱٬۲۵۱ نفر جمعیت دارد و ۲۵۰ متر بالاتر از سطح دریا واقع شده‌است.